# Gerhard Baumgartner
Gerhard Baumgartner (* 1957 in Oberwart) ist ein österreichischer Journalist und Historiker. Von Mai 2014 bis März 2023 war er wissenschaftlicher Leiter des Dokumentationsarchivs des österreichischen Widerstandes (DÖW).

## Leben
Baumgartner studierte zwischen 1977 und 1984 Englisch, Geschichte und Uralistik an der Universität Wien, wobei er zwischen 1980 und 1981 Foreign Language Assistant bei Cambridge Education Language Authorities war. Er arbeitete zwischen 1984 und 1989 als verantwortlicher Redakteur für ungarischsprachige Radiosendungen des ORF Burgenland und absolvierte zudem zwischen 1985 und 1986 sein Probejahr als Lehrer am Bundesgymnasium und Bundesrealgymnasium Klostergasse in Wien-Währing. Des Weiteren war er von 1985 bis 1987 Mitarbeiter am Forschungsprojekt „Austria Ethnica-Minderheiten in Österreich“ des Bundesministerium für Wissenschaft und Forschung sowie von 1986 bis 1988 Mitarbeiter beim European Science Foundation Project Government and Non-Dominant Ethnic Societies unter Professor Andreas Moritsch. Er ist seit 1987 dauernder Delegierter des Burgenlandes zum Internationalen Pannonischen Kulturhistorischen Symposion Mogersdorf.
Nach seiner Zeit als Redakteur beim ORF Burgenland arbeitete Baumgartner zwischen 1989 und 1991 als Mitarbeiter der Auslandsredaktion des Aktuellen Dienstes des ORF und war danach von 1991 bis 2011 programmverantwortlicher Redakteur des ORF Burgenland für ungarischsprachige Fernsehsendungen. Er organisierte zudem Workshops und Konferenzen und war 1991 Lektor an der Universität Klagenfurt sowie 1992 Lektor an der Universität Salzburg. Danach folgte zwischen 1992 und 1993 ein Aufenthalt als Research Fellow an der Universität Tel Aviv sowie von 1993 bis 1994 eine Tätigkeit als Lektor an der Eötvös-Loránd-Universität in Budapest sowie der University of Economics. Er war von 1994 bis 1995 auch Lektor an der Universität Wien und von 1994 bis 1995 Direktor des Institutes für vergleichende Bildungs- und Hochschulforschung.
Baumgartner hatte zwischen 1997 und 1998 die Leitung und Gestaltung von Lehrerfortbildungstagungen für die Österreichische Gesellschaft für Politische Bildung inne und war von 1998 bis 2000 Projektleiter der Burgenländischen Forschungsgesellschaft: „Roma und Sinti im Burgenland 1945–2000. Zur aktuellen Situation einer Volksgruppe“. Er arbeitete von 2000 bis 2003 als Projektleiter der Österreichischen Historikerkommission und war von 2003 bis 2008 als Projektleiter mit der namentlichen Erfassung der im Nationalsozialismus ermordeten Österreichischen Roma und Sinti betraut. Er wurde 2010 Lehrbeauftragter der FH Joanneum und 2011 Faculty Member der Donau-Universität Krems. Zudem war er von 2012 bis 2013 als Senior Research Fellow am Wiener Wiesenthal Institut für Holocaust-Studien tätig. 2014 wurde er als Nachfolger von Brigitte Bailer-Galanda wissenschaftlicher Leiter des Dokumentationsarchivs des österreichischen Widerstandes (DÖW).
Baumgartner ist seit 1996 Präsident des Wiener Ungarischen Schulvereines/Bécsi Magyar und ist seit 1998 Projektleiter des Internationalen Forschungsvereins Kanzlei, Wien. Zudem ist er dauerndes Mitglied der Südostdeutschen Historischen Kommission für die Geschichte der Deutschen in Südost- und Mitteleuropa und seit 2005 Österreichischer Delegierter für Kooperation im Geschichtsunterricht der Visegradstaaten.
Die Forschungsschwerpunkte in Baumgartners wissenschaftlicher Tätigkeit liegen in den Bereichen Widerstand und Verfolgung 1938 bis 1945, der Verfolgungsgeschichte der Roma und Sinti, dem Umgang der Republik Österreich mit der NS-Vergangenheit und der Geschichte der nationalen Minderheiten des Burgenlands.
Im Dezember 2022 wurde bekannt gegeben, dass Andreas Kranebitter zum Nachfolger von Gerhard Baumgartner als Leiter des DÖW bestellt wurde und sein Amt am 1. April 2023 antritt.

## Auszeichnungen
- Kulturpreis des Landes Burgenland (1993)
- Comenius Euromedia Medaille für exemplarische Bildungsmedien (2003)
- Großes Ehrenzeichen des Landes Burgenland (2008)
- Persönliche Audienz bei Königin Beatrix in Anerkennung für das Beitragsprojekt zum Niederländischen Holocaustgedenken am Niederländischen Nationalfeiertag (2012)
- Österreichisches Ehrenkreuz für Wissenschaft und Kunst (2019)

## Schriften (Auswahl)

### Monografien
- The Fate of the European Roma and Sinti during the Holocaust, Wien-Paris 2013 (siehe auch: www.romasintigenocide.eu)
- „Zigeunerlager Lackenbach“. Liste der identifizierten Opfer 13. November 2010. Im Gedenken an den 70. Jahrestag der Errichtung des „Zigeunerlagers Lackenbach“ am 23. November 1940 | „Gypsy Camp Lackenbach“. List of Identified Victims 23. November 2010. In Commemoration of the 70th Anniversary of the Establishing of „Gypsy Camp Lackenbach“ on the 23rd of November 1940, Wien 2010
- „Jetzt zeigen wir es euch!“ Zeitgenössische Roma-Kunst aus Ungarn, Wien 2008 (zusammen mit Eva Kovacs und Peter Szuhay)
- Roma & Sinti – 'Zigeunerdarstellungen' der Moderne, Krems 2007 (zusammen mit Tayfun Belgin)
- Roma Politik in Österreich / Roma Policies in Austria, Wien 2005 (zusammen mit Florian Freund)
- Roma Politik in Österreich, in der EU und im übrigen Europa / Roma Policies in Austria, the European Union, and Beyond, Brüssel 2004 (zusammen mit Florian Freund)
- Vermögensentzug, Restitution und Entschädigung der Roma und Sinti, Veröffentlichungen der Österreichischen Historikerkommission. Vermögensentzug während der NS-Zeit sowie Rückstellungen und Entschädigungen seit 1945 in Österreich Bd. 23/2, Wien 2004 (zusammen mit Florian Freund und Harald Greifeneder)
- „Arisierungen“, beschlagnahmte Vermögen, Rückstellungen und Entschädigungen im Burgenland. Veröffentlichungen der Österreichischen Historikerkommission. Vermögensentzug während der NS-Zeit sowie Rückstellungen und Entschädigungen seit 1945 in Österreich Bd. 17/3, Wien 2004 (zusammen mit Anton Fennes, Harald Greifeneder, Stefan Sinkovits, Gert Tschögl und Harald Wendelin)
- Vermögensentzug bei burgenländischen Kroaten und Ungarn. Nationale Minderheiten im Nationalsozialismus 4. Veröffentlichungen der Österreichischen Historikerkommission. Vermögensentzug während der NS-Zeit sowie Rückstellungen und Entschädigungen seit 1945 in Österreich Bd. 23/4, Wien 2004 (zusammen mit Stefan Schinkovits)
- Die Burgenland Roma 1945–2000. Eine Darstellung der Volksgruppe anhand qualitativer und quantitativer Daten, Forschungen aus dem Burgenland 88, Eisenstadt 2004 (zusammen mit Florian Freund)
- Entfernte Nachbarn – Jánossmorja und Andau 1990–2000 / Távoli Rokonok - Jánossmorja és Andau 1990-2000, Budapest 2002 (zusammen mit Eva Kovács und András Vári)
- The Croatian Language in Austria, Mercator Education Regional Dossier Nr. 15, Ljouwert/Leeuwarden 2001
- Ein Jahrzehnt Roma Politik in Österreich / A Decade of Roma Politics in Austria, Wien 2001 (zusammen mit Florian Freund)
- 6 × Österreich. Geschichte und aktuelle Situation der Volksgruppen in Österreich, Klagenfurt/Celovec 1995
- Geschichte der jüdischen Gemeinde zu Schlaining, Stadtschlaining 1988

### Herausgeberschaften
- Roma Genocide Education – Collected Case Studies, Bundesministerium für Unterricht und Kunst, Linz 2008
- Im Osten nichts Neues?, Österreichische Zeitschrift für Geschichtswissenschaften 2/99, Wien 1999 (Heftherausgeber)
- Szakképzés és felsöoktatás (Berufsbildung und Hochschulbildung), Budapest 1996 (zusammen mit Peter Drahos und János Setényi)
- Lebensraum und Identität, Eisenstadt 1989 (zusammen mit Eva Müllner und Rainer Münz)
- mit Rainer Bauböck, Bernhard Perchinig, Karin Pinter (Hrsg.): ... und raus bist du! Ethnische Minderheiten in der Politik (= Österreichische Texte zur Gesellschaftskritik. Bd. 37). Verlag für Gesellschaftskritik, Wien 1988, ISBN 3-900351-96-1

## Filmographie
- 2005: Otto Pammer – ein filmender Zeitzeuge. Von der Befreiung 1945 bis zum Staatsvertrag 1955
- 2006: Ungarns Sehnsucht nach Freiheit – Bilder, die die Welt bewegten!